# Pekovite
La pekovite è un minerale appartenente al gruppo della danburite.